# ویلما لیپ
ویلما لیپ (انگلیسی: Wilma Lipp; ۲۶ آوریل ۱۹۲۵ – ۲۶ ژانویهٔ ۲۰۱۹) خواننده، و خواننده اپرا اهل اتریش بود.